# Coprophanaeus milon
Coprophanaeus milon es una especie de escarabajo del género Coprophanaeus, familia Scarabaeidae. Fue descrita científicamente por Blanchard en 1843.
Se distribuye por Argentina y Paraguay. Mide aproximadamente 24-27 milímetros de longitud.